# Mandy Moore
Amanda Leigh Moore (født 10. april 1984 i Nashua i New Hampshire) er en amerikansk popkunstner og skuespillerinde. Moore har tidligere været sammen medskuespiller/sanger Shane West. De mødtes under optagelserne på A Walk to Remember. Moore blev gift i 2009 med Ryan Adams. I 2015 søgte hun om skilsmisse og blev skilt i 2016. Hun er nu forlovet med Taylor Goldsmith.

## Diskografi

### Album
- So Real (1999)
- I Wanna Be With You (2000)
- Mandy Moore (2001)
- Coverage (2003)
- The Best of Mandy Moore (2004)
- Candy (2005)
- Slummin' in Paradise (2006)
- Wild hope (2007)

### Singler
- Fra So Real: 
  - Candy (1999)
  - So Real (2000)
  - Walk Me Home (2000)
- Fra I Wanna Be With You
  - I Wanna Be With You (2000)
- Fra Mandy Moore
  - In My Pocket (2001)
  - Crush (2001)
  - Cry (2002)
- Fra Coverage
  - Have A Little Faith In Me (2003)
  - Drop The Pilot (2003)
- Fra A Walk to Remember
  - Only Hope
  - Someday We'll Know
  - Cry
  - It's Gonna be Love
- Fra Wild Hope
  - Extraodinary

## Filmografi
| År   | Titel                                      | Rolle                   | Noter                                   |  |
| ---- | ------------------------------------------ | ----------------------- | --------------------------------------- |  |
| 2019 | Midway                                     |                         |                                         |  |
| 2011 | To på Flugt                                | Rapunzel                | Disney's klassiker nr. 50               |  |
| 2007 | License to Wed                             | Sadie Jones             |                                         |  |
| 2007 | Because I Said So                          | Milly                   |                                         |  |
| 2006 | Dedication                                 | Lucy                    |                                         |  |
| 2006 | Bjørne Brødre 2                            | Nita                    | Direkte på video (orig. Brother Bear 2) |  |
| 2006 | Southland Tales                            | Madeline Frost Santaros |                                         |  |
| 2006 | American Dreamz                            | Sally Kendoo            |                                         |  |
| 2006 | Scrubs                                     | Julie                   | Tv-serie                                |  |
| 2006 | Personal Shopping                          |                         |                                         |  |
| 2005 | Safety Glass                               | Lucy                    |                                         |  |
| 2005 | Romance & Cigarettes                       | Baby                    |                                         |  |
| 2005 | Fartstriper                                | Sandy                   | Stemme (orig. Racing Stripes)           |  |
| 2004 | Saved!                                     | Hilary Faye             |                                         |  |
| 2004 | Chasing Liberty                            | Anna Foster             |                                         |  |
| 2003 | Women Rock! Concert: Songs from the Movies | Værtinde                | TV                                      |  |
| 2003 | How to Deal                                | Halley Martin           |                                         |  |
| 2002 | Try Seventeen                              | Lisa                    |                                         |  |
| 2002 | Kingdom Hearts                             | Aerith Gainsborough     | Computerpil, stemme                     |  |
| 2002 | A Walk to Remember                         | Jamie Sullivan          |                                         |  |
| 2001 | The Princess Diaries                       | Lana Thomas             | (orig. The Princess Diaries)            |  |
| 2001 | Dr. Dolittle 2                             | Bjørneunge              | Stemme                                  |  |
| 2001 | Summer Music Mania 2001                    |                         | TV                                      |  |
| 2000 | Magic Al and the Mind Factory              | Brittany Foster         | Direkte på video                        |  |
| 1996 | Street Rats                                |                         |                                         |  |